# Ника (рассказ)
«Ника» — рассказ российского писателя Виктора Пелевина, впервые опубликованный в 1992 году.

## Сюжет
Это рассказ о вечных переживаниях, постоянных сомнениях и привязанностях. Это размышление о непостижимости внутреннего мира другого, вне зависимости от близости к нему. Это попытки анализа связей между внутренним миром и внешними проявлениями человека: его поведением, отдельными поступками, а также позиционными выходками.
С первых строк «Ника» Виктора Пелевина отсылает читателя к рассказу И. А. Бунина «Лёгкое дыхание». Финал «Лёгкого дыхания» является первым предложением «Ники»: «Теперь, когда её лёгкое дыхание снова рассеялось в мире, в этом облачном небе, в этом холодном весеннем ветре…». После этой фразы упоминается лежащий на коленях рассказчика «тяжелый, как силикатный кирпич, том Бунина». Пелевин проводит в рассказе множество параллелей между своей Никой и бунинской Олей Мещерской. Финалы рассказов также являются схожими.
В основе сюжета он и она, взаимоотношение между ними. Она прекрасна и загадочна. Он пытается понять её, увидеть мир её глазами и чему-то у неё научиться. В финале героиня погибает под колёсами автомобиля. На протяжении всего рассказа читатель уверен, что Ника — это женщина, и только в самом конце оказывается, что это кошка.
Этот неожиданный сюжетный поворот и является главной особенностью рассказа. Автор намеренно играет с читателем и запутывает его. Он использует лексику, которая может описывать и женщину, и кошку, а также отсылает читателя к классической русской литературе. Помимо обмана читателя автор преследовал цель представить проблему взаимоотношения мужчины и женщины с разными мировосприятиями как проблему «постмодернистского всеединства разнонаправленных начал».

## Публикации
Рассказ был впервые опубликован в журнале «Юность», 1992, № 6—8. Рассказ вошёл в сборник Пелевин В. Generation «П». Рассказы. М., 1999.